# Kaysville
Kaysville est une municipalité américaine située dans le comté de Davis, en Utah. C'est le point de départ de la Wasatch Front 100 Mile Endurance Run, un ultra-trail annuel long de 100 milles dont l'arrivée est jugée à Soldier Hollow.
Lors du recensement de 2010, sa population est de 27 300 habitants.

## Géographie
La municipalité s'étend sur 10,50 milles carrés (27,19 km2), dont 0,05 milles carrés (0,13 km2) d'étendues d'eau.

## Histoire
La localité est fondée en 1849 par Samuel Oliver Holmes. L'année suivante, William Kay devient le premier évêque mormon du bourg, qui prend le nom de Kays Settlement. Quelques années plus tard, les habitants souhaitent renommer la ville Freedom mais Brigham Young s'y serait opposé et aurait recommandé le nom de Kaysville. Kaysville devient une municipalité le 15 mars 1868.

## Démographie
La population de Kaysville est estimée à 31 776 habitants au 1er juillet 2017. Avec 39,3 % d'habitants de moins de 18 ans en 2010, Kaysville a une population nettement plus jeune que l'Utah (31,5 %) et les États-Unis (24 %).
| Groupe            | Kaysville (2016) | Utah (2017) | États-Unis (2017) |
| ----------------- | ---------------- | ----------- | ----------------- |
| Blancs            | 96,3             | 90,9        | 76,6              |
| Métis             | 1,5              | 2,5         | 2,7               |
| Asiatiques        | 1,0              | 2,6         | 5,8               |
| Afro-Américains   | 0,4              | 1,4         | 13,4              |
| Amérindiens       | 0,3              | 1,5         | 1,3               |
| Océano-Américains | 0,3              | 1,0         | 0,2               |
|                   |                  |             |                   |
| Hispaniques       | 3,1              | 7,0         | 18,1              |

Le revenu par habitant était en moyenne de 28 324 dollars par an entre 2012 et 2016, au-dessus de la moyenne de l'Utah (25 600 dollars) mais en-dessous de la moyenne nationale (29 829 dollars), malgré un revenu médian par foyer supérieur (87 975 dollars à Kaysville contre 55 322 dollars pour le pays). Sur cette même période, 4,8 % de ses habitants vivaient sous le seuil de pauvreté (contre 10,2 % dans l'État et 12,7 % à l'échelle des États-Unis).